# Boo socken
 Bo socken i Hallsbergs kommun kunde i äldre tid stavas Boo socken
Boo socken i Uppland ingick i Värmdö skeppslag, ingår sedan 1971 i Nacka kommun och motsvarar från 2016 Boo distrikt.
Socknens areal är 36,13 kvadratkilometer, varav 35,10 land. År 2000 fanns här 23 297 invånare. Godsen Boo gård, Kummelnäs gård och Velamsund, tätorterna Kil och Kummelnäs samt tätorten och kyrkbyn Boo med sockenkyrkan Boo kyrka ligger i socknen.

## Administrativ historik
Boo församling bildades 1635 genom en utbrytning ur Värmdö församling. Egen jordebokssocken från 1889.
Vid kommunreformen 1862 övergick socknens ansvar för de kyrkliga frågorna till Boo församling och för de borgerliga frågorna till Boo landskommun. Landskommunen uppgick 1971 i Nacka kommun.
1 januari 2016 inrättades distriktet Boo, med samma omfattning som församlingen hade 1999/2000.
Socknen har tillhört län, fögderier, tingslag och domsagor enligt vad som beskrivs i artikeln Värmdö skeppslag. De indelta båtsmännen tillhörde Södra Roslags 2:a båtsmanskompani.

## Geografi
Boo socken ligger öster om Stockholm på Ormingelandet på Värmdön med Skurusundet i väster, Lännerstasundet och Duvnäsviken. i söder, Baggenstäket i sydost och Höggarnsfjärden i norr. Socknen är en starkt kuperad skogsbygd.

## Fornlämningar
Från järnåldern finns gravfält med stensättningar.

## Befolkningsutveckling
| Befolkningsutvecklingen i Boo socken 1750–2011 | Befolkningsutvecklingen i Boo socken 1750–2011 | Befolkningsutvecklingen i Boo socken 1750–2011 | Befolkningsutvecklingen i Boo socken 1750–2011 | Befolkningsutvecklingen i Boo socken 1750–2011 |
| ---------------------------------------------- | ---------------------------------------------- | ---------------------------------------------- | ---------------------------------------------- | ---------------------------------------------- |
|                                                |                                                |                                                |                                                |                                                |
| År                                             |                                                |                                                | Folkmängd                                      |                                                |
| 1750                                           | 1750                                           |                                                | 297                                            |                                                |
| 1760                                           | 1760                                           |                                                | 374                                            |                                                |
| 1769                                           | 1769                                           |                                                | 453                                            |                                                |
| 1780                                           | 1780                                           |                                                | 309                                            |                                                |
| 1790                                           | 1790                                           |                                                | 285                                            |                                                |
| 1795                                           | 1795                                           |                                                | 285                                            |                                                |
| 1810                                           | 1810                                           |                                                | 366                                            |                                                |
| 1820                                           | 1820                                           |                                                | 381                                            |                                                |
| 1830                                           | 1830                                           |                                                | 439                                            |                                                |
| 1840                                           | 1840                                           |                                                | 361                                            |                                                |
| 1850                                           | 1850                                           |                                                | 477                                            |                                                |
| 1860                                           | 1860                                           |                                                | 496                                            |                                                |
| 1870                                           | 1870                                           |                                                | 438                                            |                                                |
| 1880                                           | 1880                                           |                                                | 669                                            |                                                |
| 1890                                           | 1890                                           |                                                | 705                                            |                                                |
| 1900                                           | 1900                                           |                                                | 810                                            |                                                |
| 1910                                           | 1910                                           |                                                | 1089                                           |                                                |
| 1920                                           | 1920                                           |                                                | 1366                                           |                                                |
| 1930                                           | 1930                                           |                                                | 1892                                           |                                                |
| 1940                                           | 1940                                           |                                                | 2987                                           |                                                |
| 1950                                           | 1950                                           |                                                | 5516                                           |                                                |
| 1960                                           | 1960                                           |                                                | 6673                                           |                                                |
| 1970                                           | 1970                                           |                                                | 13488                                          |                                                |
| 1980                                           | 1980                                           |                                                | 16752                                          |                                                |
| 1990                                           | 1990                                           |                                                | 19693                                          |                                                |
| 2000                                           | 2000                                           |                                                | 23297                                          |                                                |
| 2011                                           | 2011                                           |                                                | 29005                                          |                                                |

## Namnet
Namnet (1538 Boo) kommer från en gård och innehåller bo, 'förvaltningsgård'.
Enligt beslut den 12 november 1943 fastställdes stavningen Boo, innan hade stavningen Bo använts.